# ゼネラルモーターズ・ディーゼル
ゼネラルモーターズ・ディーゼル(GMD)(General Motors Diesel)は、アメリカ合衆国にあるゼネラルモーターズ(GM)の一部門であったGM-EMD(ゼネラルモーターズ・エレクトロ・モーティブ・ディビジョン、General Motors Electro-Motive Division)のカナダにおける子会社である。1949年設立。

## 歴史

### 設立の経緯
カナダは国内企業を保護するために関税を設定していたため、多くのアメリカ企業はカナダで事業を行う際、カナダに子会社を設立していた。GMDは、そうした企業形態のひとつである。鉄道車両メーカーとしは、ケベック州モントリオールにあったモントリオール・ロコモティブ・ワークス(MLW)もそのひとつで、アメリカン・ロコモティブ(ALCO)がカナダの鉄道に蒸気機関車を、のちにディーゼル機関車を売り込むために設立した企業であるし、オンタリオ州キングストンにあったカナディアン・ロコモティブ・カンパニー(CLC)も、ボールドウィン(のちのフェアバンクス・モース)のそれであった。
初めてカナダで電気式ディーゼル機関車が製造されたのは1928年であり、現在に至るまで製造が続けられている。黎明期の車両は各鉄道事業者向けのカスタムメイドであった。例として、カナディアン・ナショナル鉄道(CNR)の9000形および9001形や、カナダ太平洋鉄道(CPR)の7000形が挙げられる。やがて、各鉄道会社は、アメリカで製造されたALCO S-2やEMD NW2等のスイッチャー(主として入れ換えに使用される機関車)を輸入するようになった。
カナダでディーゼル機関車の市場が育ってくると、メーカーとしては関税対策のためにカナダ国内で製造するほうが有利になる。MLWはモントリオールの、CLCははキングストンの、それぞれの蒸気機関車の組み立て作業場を利用したが、GMは電気メーカーであり、蒸気機関車を製造していなかったので、新たな工場を建てなければならなかった。そのためにGMDが設立されたのである。

### 落成第1号と受注第1号
GMDはオンタリオ州ロンドン郊外に目をつけ、1950年、208エーカー(842,000平方メートル)の敷地に工場を開設した。隣接した工場で、バスやTerex社のダンプカー(1965年〜1980年)、軍用車を製造した。1日1両のペースで製造し、受注分よりも多く製造することもしばしばであった。のちに日産1.5両となった。ちなみにアメリカのラグランジュ工場では日産6両であった。
落成第1号はトロント・ハミルトン・バッファロー鉄道(TH&B)の71である。4バージョンあるGP7型ロードスイッチャー(入れ換えと短距離の列車組成用)である。しかし、受注第1号はCPRのFP7AのAユニット(運転台のある車両)10両であった。どちらも1,500馬力(1,100kW)である。両者は同時に同じ場所で製造され、TH&Bの71・72が8月25日に納入された。FP7Aは4028・4029が9月14日にCPRに納入され、続いて11月11日に納入された。
TH&Bの価格は71は191,712ドルであった。ALCOがニューヨーク州スケネクタディー工場で製造した1,000馬力(750kW)スイッチャーは税を含めて115,000ドルであり、CPR向けの4-6-2蒸気機関車は88,000ドルである。ディーゼル機関車の運用コストは蒸気機関車よりはるかに低いが、初期コストは多額であった。使用回数の多さが、そのコスト構造のカギであった。その点、操車場での入れ換えは、待機時間が長いという点でコスト削減効果が高かったため、初期のディーゼル機関車導入の目的はスイッチャーとしてのものであった。また、本線向けディーゼル機関車は、スイッチャーにくらべて信頼性でいまひとつであり、ひとたび遠方で故障すると列車の運行への影響が大きかった。ディーゼル機関車を旅客列車牽引に充当することは旅客の口コミで宣伝効果が高く、また貨物列車牽引に充当することはコスト効果が高かったが、信頼性が低かったため、どちらにも積極的に充当しようとは思わなかった。
GMDはカナダ政府の外国補助事業のために多くの輸出用機関車を製造した。また、液体式ディーゼル機関車や電気機関車も試作したが、それらは市場に受け入れられなかった。

### DDGMの誕生とGEの猛追
1969年2月1日、GMDはカナダ国内の事業体を統合したディーゼル・ディビジョン・オブ・ゼネラルモーターズ・オブ・カナダ(DDGM)(Diesel Division of General Motors of Canada)となった。
北米のディーゼル機関車製造シーンを彩った多くのメーカーは、やがて脱落していくなかで、GMはゼネラル・エレクトリック(GE。のちのGEトランスポーテーション・システム)の猛追にさらされた。GEは初期こそ小型機関車を製造していたが、やがて一級鉄道の幹線用大型機関車も製造を開始した。1991年、アメリカ・カナダ間の自由貿易協定に基づき、EMDはその基幹工場であったラグランジュ工場を閉鎖し、カナダのロンドン工場で製造した機関車をアメリカにも納めることとした。

### EMDとして独立
2005年4月4日、GMは、かつてのGMDロンドン工場と、EMDのラグランジュ工場をふたつのエクイティ・グループ、グリーンブライア・エクイティグループLLCとバークシャー・パートナーズLLCに売却した。会社名は「エレクトロ・モーティブ・ディビジョン」から「エレクトロ・モーティブ・ディーゼル」へと変更され、EMDのブランドを残したものとなった。現在、ロンドン工場は「エレクトロ・モーティブ・カナダ」となっている。

## 機関車を納入した鉄道事業者
- BCレール
- GOトランジット
- カナディアン・ナショナル鉄道
- カナダ太平洋鉄道
- マレー鉄道
- スリランカ国鉄
- VIA鉄道
- PT KAI